# Procesador de texto

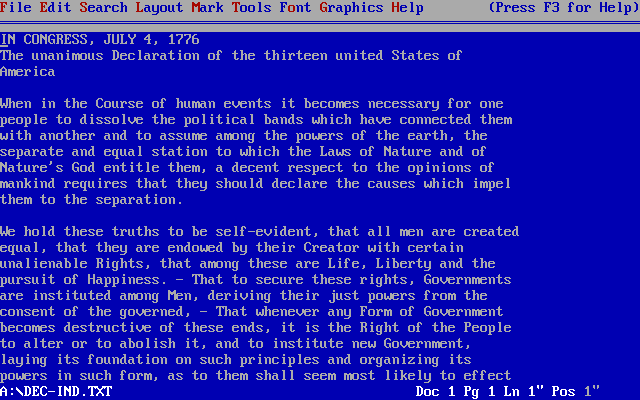
WordPerfect 5.1, Anatomía de la interfaz de línea de comandos.

El procesador de textos es una aplicación informática para el tratamiento de textos (creación, edición, modificación y procesamiento de documentos de texto con formato tal como el tipo y tamaño de la tipografía, adición de gráficos, etc.) a diferencia de los editores de texto, que manejan solo texto simple.

## Antecedentes
De los procesadores de textos no se desarrollaron a partir de la tecnología informática. Más bien, evolucionaron a partir de máquinas mecánicas y solo más tarde se fusionaron con el campo de la informática.
 La historia del procesamiento de texto es la historia de la automatización gradual de los aspectos físicos de la escritura y la edición, y luego del refinamiento de la tecnología para ponerla a disposición de corporaciones e individuos.
El término procesamiento de texto apareció en las oficinas estadounidenses a principios de la década de 1970 y se centró en la idea de simplificar el trabajo para los mecanógrafos, pero el significado pronto cambió hacia la automatización de todo el ciclo de edición.
Al principio, los diseñadores de sistemas de procesamiento de texto combinaron tecnologías existentes con las emergentes para desarrollar equipos independientes, creando un nuevo negocio distinto del mundo emergente de la computadora personal. El concepto de procesamiento de textos surgió del procesamiento de datos más general, que desde la década de 1950 había sido la aplicación de las computadoras a la administración de empresas.
A lo largo de la historia, ha habido 3 tipos de Procesadores de Texto: mecánicos, electrónicos y de software.

## Programa de procesamiento de textos
El último paso en el procesamiento de textos llegó con la aparición del ordenador personal a finales de la década de 1970 y en la década de 1980 y con la consiguiente creación de programas de procesamiento de textos. Se desarrollaron programas de tratamiento de textos que creaban resultados mucho más complejos y capaces, y los precios empezaron a bajar, haciéndolos más accesibles al público. A finales de la década de 1970, los Procesadores de Texto informáticos seguían siendo utilizados principalmente por empleados que redactaban documentos para empresas grandes y medianas (por ejemplo, bufetes de abogados y periódicos). En pocos años, la caída de los precios de los ordenadores personales puso por primera vez el tratamiento de textos al alcance de todos los escritores en la comodidad de sus hogares.
El primer programa de tratamiento de textos para ordenadores personales (microordenadoress) fue Electric Pencil, de Michael Shrayer Software, que salió a la venta en diciembre de 1976. En 1978 apareció WordStar y, debido a sus numerosas novedades, pronto dominó el mercado. Sin embargo, WordStar fue escrito para el primitivo sistema operativo CP/M (Control Program-Micro), y para cuando fue reescrito para el más reciente MS-DOS (Microsoft Disk Operating System), estaba obsoleto. WordPerfect dominaba los programas de procesamiento de textos durante la era DOS, había una gran variedad de programas menos exitosos.
La mayoría de los primeros programas de procesamiento de textos requerían que los usuarios memorizaran combinaciones de teclas semimnemotécnicas en lugar de pulsar teclas como «copiar» o «negrita». Además, CP/M carecía de teclas de cursor; por ejemplo, WordStar utilizaba el «diamante» centrado en ls teclas E-S-D-X para la navegación del cursor. Sin embargo, las diferencias de precio entre los Procesadores de Texto dedicados y los PC de uso general, y el valor añadido a estos últimos por software como las aplicaciones de hoja de cálculo (denominadas «killer app»), por ejemplo VisiCalc y Lotus 1-2-3, eran tan convincentes que los ordenadores personales y el software de procesamiento de textos se convirtieron en una seria competencia para las máquinas dedicadas y pronto dominaron el mercado.
Más tarde, a finales de la década de 1980, aparecieron innovaciones como la llegada de la impresoras láser, un enfoque «tipográfico» del tratamiento de textos (WYSIWYG - What You See Is What You Get) utilizando pantallas de mapa de bits con múltiples tipos de letra (con el ordenador Xerox Alto y el programa de tratamiento de textos Bravo como pioneros), e interfaces gráficas de usuario como «copiar y pegar» (otra innovación de Xerox PARC, con el procesador de textos Gypsy). Éstas fueron popularizadas por MacWrite en el Apple Macintosh en 1983, y Microsoft Word en el IBM PC en 1984. Estos fueron probablemente los primeros Procesadores de Texto WYSIWYG auténticos conocidos por mucha gente.
También es de especial interés la estandarización de las fuentes TrueType utilizadas en los ordenadores Macintosh y Windows. Aunque los editores de los sistemas operativos proporcionan tipos de letra TrueType, en su mayor parte proceden de fuentes tradicionales convertidas por editoriales de fuentes más pequeñas para replicar las fuentes estándar. La demanda de fuentes nuevas e interesantes, que puedan encontrarse libres de restricciones de derechos de autor, o encargadas a diseñadores de fuentes, se produjo.
La creciente popularidad del sistema operativo Windows en la década de 1990 arrastró consigo a Microsoft Word. Originalmente llamado «Microsoft Multi-Tool Word», este programa se convirtió rápidamente en sinónimo de «procesador de textos».
A principios del siglo XXI, Google Docs popularizó la transición al procesamiento de textos en línea o fuera de línea basado en navegadores web. Esto fue posible gracias a la adopción generalizada de una conectividad a Internet adecuada en empresas y hogares y, más tarde, a la popularidad de los teléfonos inteligentes. Google Docs permitió el procesamiento de textos desde cualquier tipo de dispositivo físico, incluidas las tabletas y los teléfonos inteligentes. Además, estos dispositivos ahora también pueden ejecutar cualquier sistema operativo de cualquier proveedor con una gran variedad de navegadores web, aunque la edición sin conexión se limita a unos pocos navegadores web basados en Chromium. Google Docs también ha permitido un crecimiento significativo del uso de las tecnologías de la información, como el acceso remoto a archivos y la edición colaborativa en tiempo real.

## Funciones
Los procesadores de textos brindan una amplia gama de funcionalidades, ya sean tipográficas, semánticas, organizativas y estéticas; estas con variantes según el programa informático de que se disponga.
Como ocurre con la mayoría de las herramientas informáticas, los trabajos realizados en un procesador de textos pueden ser guardados en forma de archivos, usualmente llamados documentos, así como impresos a través de diferentes medios.
Los Procesadores de Texto también incorporan correctores de ortografía y gramática, así como diccionarios multilingües y de sinónimos o tesauros, que facilitan en gran medida la labor de redacción.
Las funciones que un procesador de palabras ofrece son:
- Facilidad para escribir texto.
- Agregar, borrar o mover palabras, oraciones o secciones completas de texto.
- Corrección de errores.
- Cambio del aspecto del texto.
- Impresión del contenido.
- Capacidad de almacenamiento permanente de información.

## Tipos

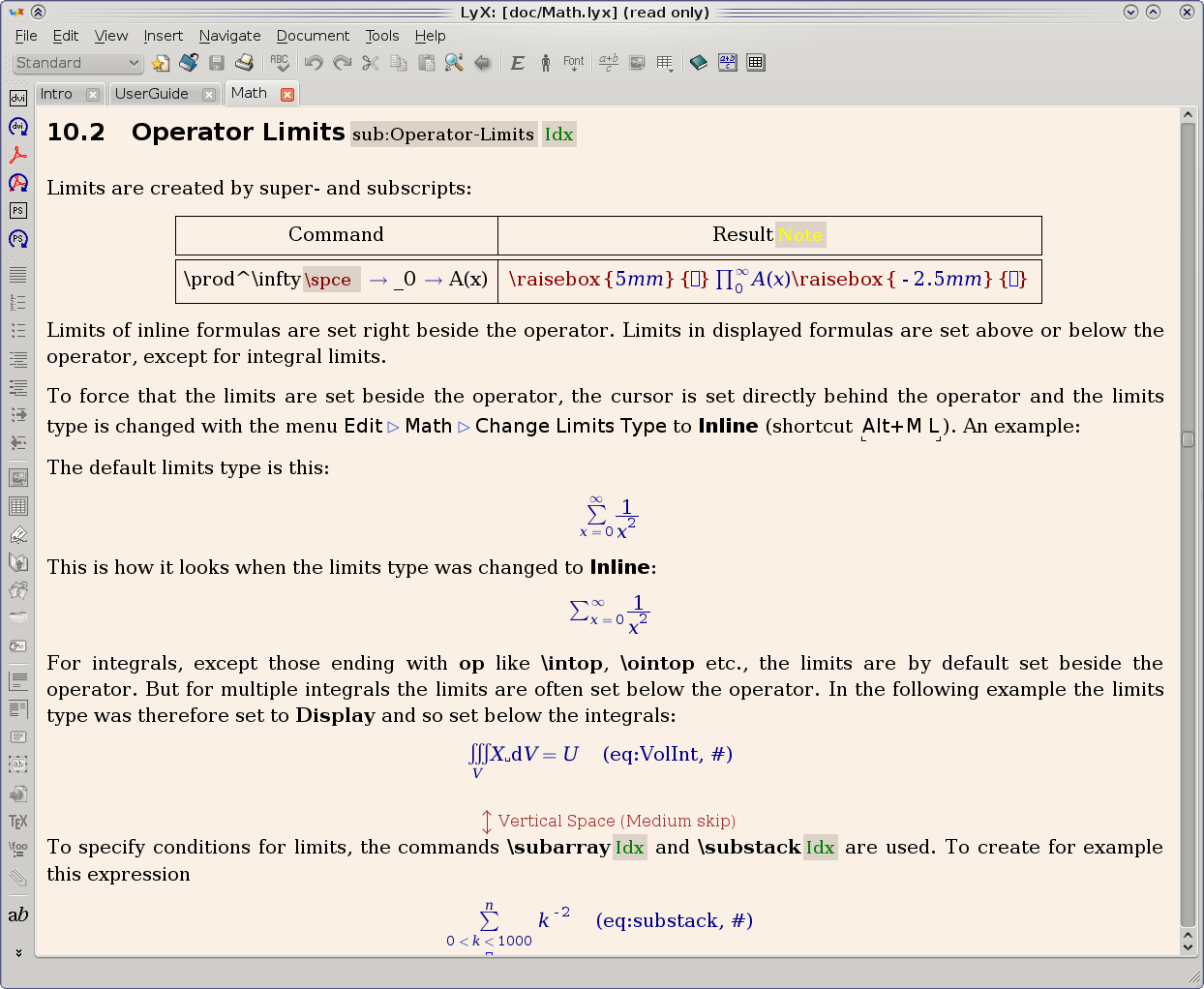
Captura de pantalla de LyX con varios documentos abiertos.

La mayoría de los Procesadores de Texto más utilizados en la actualidad se basan en el concepto WYSIWYG (del inglés What You See Is What You Get, que significa ‘lo que ves es lo que obtienes’), en el que el aspecto final del documento debe aproximarse al máximo a lo que el usuario ve en la pantalla mientras lo edita. Este tipo de programas utilizan formatos de archivo propios, o bien estándares, tales como OpenDocument (.odt) u Office Open XML (.docx). Algunos Procesadores de Texto bastante reconocidos que pertenecen a esta última categoría son Apache OpenOffice Writer, AbiWord, KWord, LibreOffice Writer, el más usado es Microsoft Word.
Una aproximación diferente a la edición de textos es la que hacen los editores de TeX (y sus derivados como LaTeX), (texto plano) que es procesado para crear archivos de texto con formato en forma de un archivo de impresión, tal como PDF o PostScript. Entre este tipo de programas se encuentran Kile, Texmaker, TeXstudio, TeXworks, entre otros.
Otro tipo son los procesadores WYSIWYM (del inglés What You See Is What You Mean, que significa ‘lo que ves es lo que quieres decir’). Estos integran las características de los editores de TeX con las características de los procesadores WYSIWYG. Dentro de esta categoría se destaca el programa LyX.

## Formatos de archivo
Cada programa de tratamiento de textos sigue teniendo su propio formato de archivo para almacenar documentos. Se logró cierto grado de estandarización con el Rich Text Format, que, sin embargo, no garantiza la uniformidad de la maquetación en distintos ordenadores de un mismo documento.
Se trabajó en la estandarización de los formatos de archivo mediante XML. Después de que los autores de KOffice utilizaran un formato XML desde el inicio del proyecto en 1998, OpenOffice.org presentó un formato mejor especificado en 2002 con sus formatos de archivo basados en XML. Sin embargo, debido a algunas diferencias en las implementaciones, nunca se produjo la adopción del otro formato.
Más tarde la organización OASIS especificó el formato de intercambio abierto OpenDocument. Este formato se basa en el formato de archivo OpenOffice.org y ahora es compatible con LibreOffice, Apache OpenOffice, StarOffice, KOffice, Microsoft Word para Windows, AbiWord y TextMaker en sus versiones actuales. Ha sido un estándar de código abierto desde su adopción en 2006 y es una norma ISO.
Otro formato utilizado para el intercambio de documentos no destinados a una edición posterior es el PDF. Cada vez más programas de tratamiento de textos lo ofrecen como formato estándar adicional o como controlador de impresora virtual independiente como función de exportación (es decir, para guardar). El formato PDF puede leerse en la mayoría de los principales sistemas operativos (incluidas algunas versiones antiguas) y conserva el aspecto de los documentos. Sin embargo, la fidelidad de la maquetación, independiente del programa y del sistema operativo, se "compra" con un gran número de características de formato adicionales que dificultan el tratamiento posterior. Con algunos programas también es posible exportar los textos en HTML independientemente de la plataforma.

## Dispositivos de procesamiento de texto japoneses
En Japón, aunque las máquinas de escribir con sistema de escritura en japonés se habían utilizado ampliamente para empresas y gobiernos, estaban limitadas a especialistas que requerían habilidades especiales debido a la gran variedad de caracteres, hasta que aparecieron en el mercado los dispositivos basados en ordenador. En 1977, la empresa Sharp presentó un prototipo de procesador de textos informático con sistema de escritura japonés en la feria Business Show de Tokio.

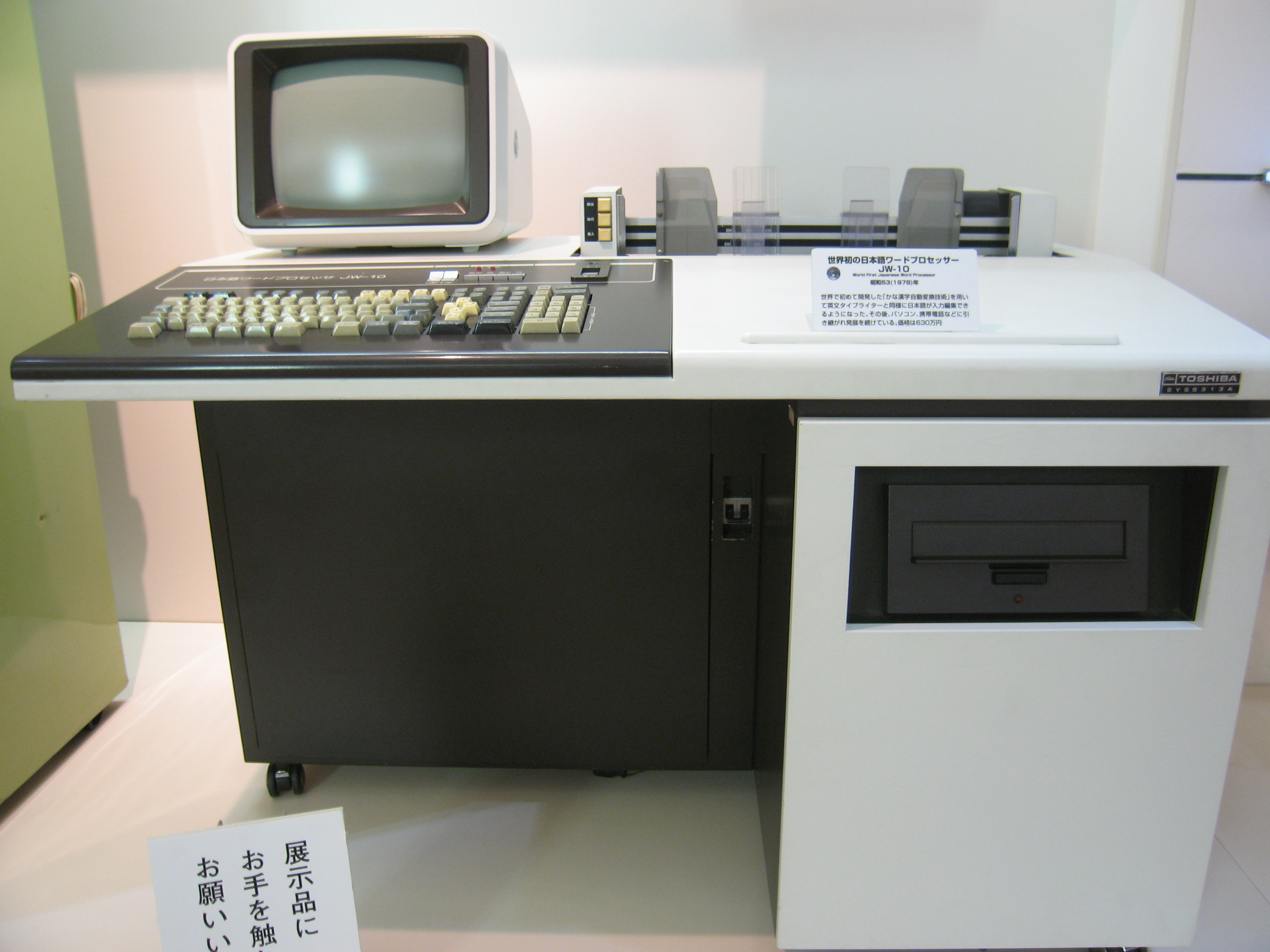
Primer procesador de textos japonés del mundo Toshiba JW-10 (Lanzado en febrero de 1979, Instituto Científico Toshiba).

Toshiba lanzó el primer procesador de textos japonés JW-10 en febrero de 1979. El precio era de 6.300.000 JPY, equivalentes a 45.000 US$. Este hecho se considera uno de los hitos por el IEEE.

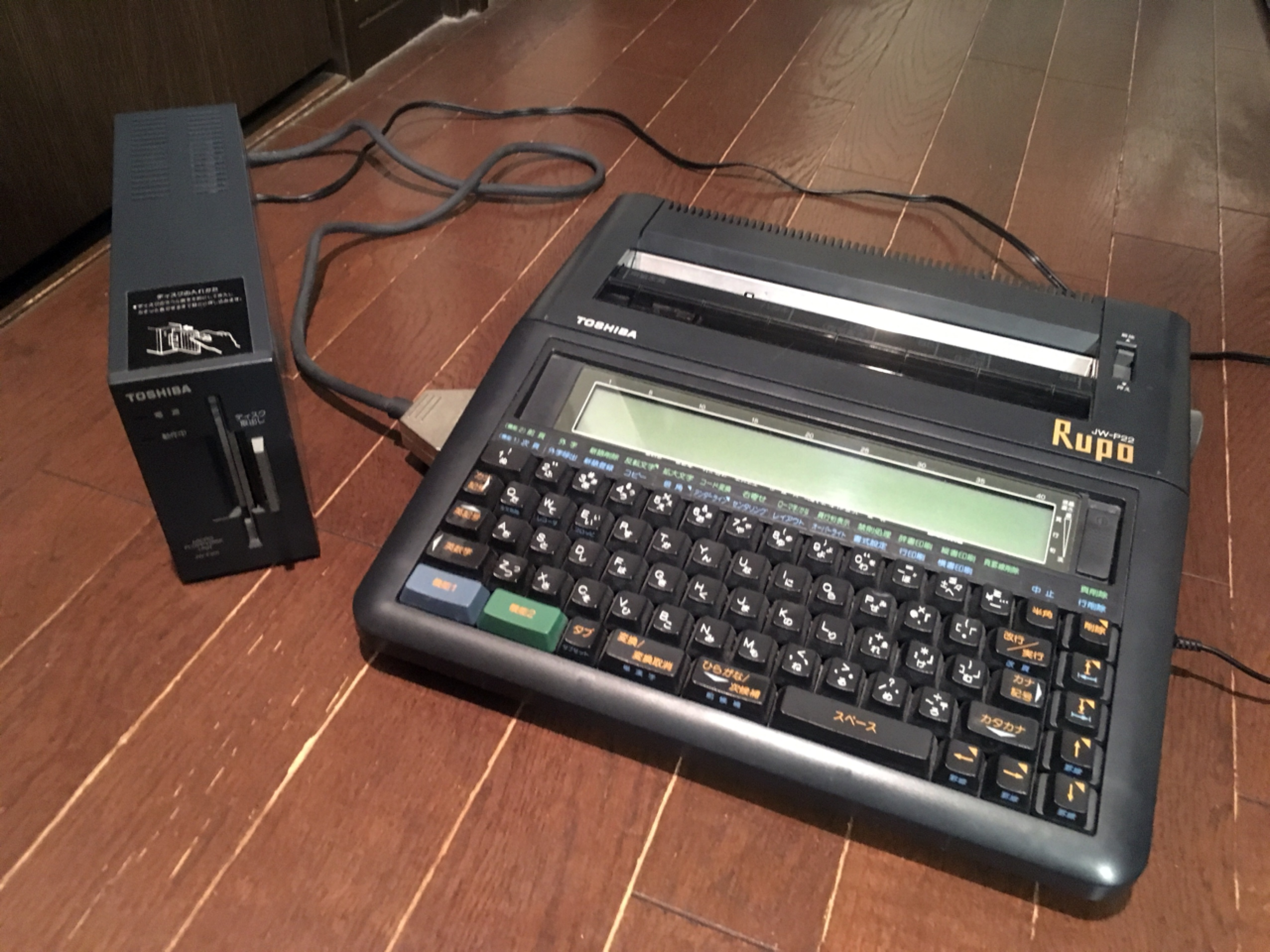
Dispositivo de procesamiento de textos japonés Toshiba Rupo JW-P22(K)（marzo de 1986） y una unidad opcional de microdisquete JW-F201.

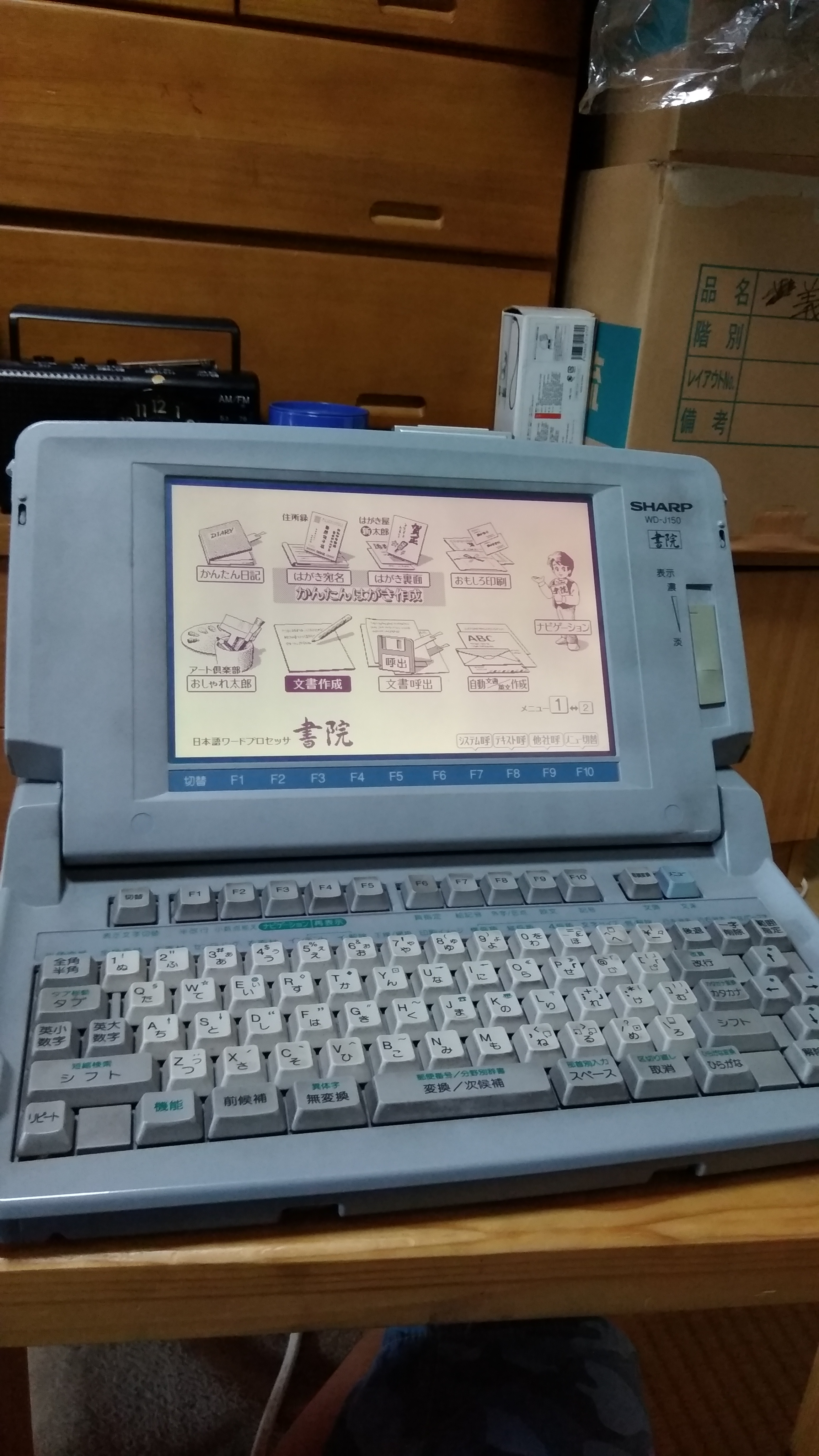
Dispositivo de procesamiento de textos japonés Sharp Shoin WD-J150.

El sistema de escritura japonés utiliza un gran número de kanji (caracteres logográficos chinos) que requieren 2 bytes para almacenarse, por lo que tener una tecla por cada símbolo es inviable. El procesamiento de textos en japonés se hizo posible con el desarrollo del método de entrada japonés (una secuencia de pulsaciones de teclas, con retroalimentación visual, que selecciona un carácter) -- ahora ampliamente utilizado en ordenadores personales. La empresa Oki lanzó el OKI WORD EDITOR-200 en marzo de 1979 con este sistema de entrada de teclado basado en kana. En 1980, varias marcas de electrónica y equipos ofimáticos entraron en este mercado en rápido crecimiento con dispositivos más compactos y asequibles. Mientras que el precio medio por unidad en 1980 era de 2.000.000 JPY (14.300 dólares), se redujo a 164.000 JPY (1.200 dólares) en 1985. Incluso después de que los ordenadores personales se generalizaran, los procesadores de texto japoneses siguieron siendo populares, ya que tendían a ser más portátiles (un "ordenador de oficina" era inicialmente demasiado grande para llevarlo a todas partes), y se convirtieron en necesidades en el mundo empresarial y académico, incluso para particulares en la segunda mitad de la década de los 80. La frase "procesador de texto" se ha abreviado como "Wa-pro" o "wapuro" en japonés.

## Críticas
Con la difusión enorme de los programas de tratamiento de textos, también aumentaron las críticas hacia ellos. Escribir en la pantalla puede llevar a tener poca visión de conjunto del texto. El autor Stefan Weber habla de una "cultura del texto sin cerebro". Los textos ya no son creados y preparados por uno mismo íntegramente (y casi nunca leídos), sino ensamblados mediante copiar y pegar. Este fenómeno es especialmente evidente en el caso de los textos plagiados que se buscan en buscadores en internet.

## Programas de tratamiento de texto de tipo WYSIWYG
| Programa                 | Gratuito | Software libre | Entorno                                                                  | Comentario                                                                      |
| ------------------------ | -------- | -------------- | ------------------------------------------------------------------------ | ------------------------------------------------------------------------------- |
| AbiWord                  | Sí       | Sí             | Linux                                                                    |                                                                                 |
| Adobe FrameMaker         | No       | No             | Microsoft Windows (Anciennes versions compatibles avec Mac OS y Solaris) |                                                                                 |
| Adobe InCopy             | No       | No             | Mac OS X y Microsoft Windows                                             |                                                                                 |
| Apache OpenOffice Writer | Sí       | Sí             | Linux, Mac OS X et Microsoft Windows                                     | Successeur d'OpenOffice.org Writer et StarOffice Writer                         |
| AppleWorks               | No       | No             | Mac OS et Microsoft Windows                                              | Sucesor de ClarisWorks                                                          |
| Google Docs              | Sí       | No             | Service de traitement de texte en ligne                                  | Incluido en la suite Google gratuita propuesta por Google                       |
| IBM Lotus Notes          | No       | No             | Linux, Mac OS X y Microsoft Windows                                      |                                                                                 |
| Atlantis                 | No       | No             | Microsoft Windows                                                        |                                                                                 |
| IBM Lotus Symphony       | Sí       | No             | Linux, Mac OS X y Microsoft Windows                                      |                                                                                 |
| KWord                    | Sí       | Sí             | Linux                                                                    | Incluido en KOffice                                                             |
| LibreOffice Writer       | Sí       | Sí             | Linux, Mac OS X y Microsoft Windows                                      |                                                                                 |
| Lotus Word Pro           | No       | No             | Microsoft Windows                                                        | Incluido en Lotus SmartSuite                                                    |
| MacWrite                 | No       | No             | Mac OS                                                                   |                                                                                 |
| Microsoft Word           | No       | No             | Mac OS X et Microsoft Windows                                            | Incluido en Microsoft Office                                                    |
| Microsoft Works          | No       | No             | Microsoft Windows                                                        |                                                                                 |
| NeoOffice Writer         | Sí       | Sí             | Mac OS X                                                                 |                                                                                 |
| Pages                    | Sí       | No             | Mac OS X et iOS                                                          | Incluido en iWork                                                               |
| PomDoc                   | Sí       | No             | Microsoft Windows, Mac OS X, Linux, Android y iOS \|                     | Incluido en ediTeam                                                             |
| QuarkCopyDesk            | No       | No             | Mac OS X y Microsoft Windows                                             |                                                                                 |
| Quickoffice              | Sí       | No             | Android y iOS                                                            |                                                                                 |
| Quip                     | No       | No             |                                                                          | Cloud computing, parte de la suite de herramientas Quip                         |
| SimpleText               | No       | No             | Mac OS                                                                   | Incluido en Mac OS                                                              |
| StarWriter               | No       | No             | Linux, Mac OS, Microsoft Windows, MS-DOS y Solaris                       | Predecesor de OpenOffice.org Writer y StarOffice Writer, incluido en StarOffice |
| TextEdit                 | No       | Sí             | Mac OS X y NeXTSTEP                                                      | Incluido en Mac OS X y NeXTSTEP                                                 |
| TextMaker                | No       | No             | Linux, Microsoft Windows, Windows Mobile, Windows CE, y Android          | Incluido en SoftMaker Office                                                    |
| WordPad                  | No       | No             | Microsoft Windows                                                        | Incluido en Microsoft Windows                                                   |
| WordPerfect              | No       | No             | Microsoft Windows                                                        | Incluido en WordPerfect Office                                                  |
| Words                    | Sí       | Sí             | Linux                                                                    | Incluido en Calligra Suite                                                      |